# Lolabé
Lolabé est un village côtier de la Région du Sud du Cameroun. Localisé dans l'arrondissement de Kribi I dans le département de l'Océan, Lolabé se trouve sur les côtes de l'océan Atlantique, à mi-chemin entre Kribi et la frontière avec la Guinée équatoriale.

## Géographie
Localisé est 2°40'0" N et 9°51'0" E, le village de Lolabé est proche de la ville de Kribi et de la commune de Campo.

## Population et société

### Démographie
Lolabé comptait 676 habitants lors du dernier recensement de 2005. La population est constituée pour l’essentiel de Batanga. 

### Infrastructures
Lolabé est le site du terminal minier du Cameroun intégré dans le site du port en eaux profondes de Kribi. Ce terminal portuaire devrait permettre d'exporter environ 35 millions de tonnes de minerai par an. Un projet de chemin de fer reliera le nouveau port en eau profonde de Kribi et la région de l'Adamaoua afin d'assurer le minerai de fer de Mbalam. Un projet de construction de l’Autoroute Lolabé-Kribi-Edéa est également en cours.